# Christian Dorda (Fußballspieler)
Christian Dorda (* 6. Dezember 1988 in Mönchengladbach) ist ein deutsch-polnischer Fußballspieler. Aktuell steht er bei Ratingen 04/19 als Trainer unter Vertrag.

## Karriere
Dorda wechselte 1996 als Siebenjähriger vom SC Wegberg zu Borussia Mönchengladbach. Nachdem er die Jugendabteilungen durchlaufen hatte, debütierte er 2006 in Borussias zweiter Mannschaft. Seit 2006 bestritt er insgesamt 22 Spiele in der Fußball-Regionalliga und der Oberliga Nordrhein.
Aufgrund extremen Personalmangels in der Hintermannschaft der Profimannschaft gab Dorda am 8. November 2008 sein Bundesliga-Debüt beim Spiel in Bielefeld. Er überzeugte mit seiner Leistung und kam somit auch in den darauf folgenden Partien zu regelmäßigen Einsätzen. Am 20. Dezember 2008 erhielt er einen Profivertrag, welcher bis zum 30. Juni 2011 datiert war und nicht verlängert wurde. Aufgrund eines Patellasehnenrisses kam Dorda in der Saison 2010/11 nicht zum Einsatz.  Im Sommer 2011 wechselte er zur SpVgg Greuther Fürth.
Zur Saison 2012/13 wechselte er zum niederländischen Erstligisten Heracles Almelo. Er unterschrieb einen Zweijahresvertrag bis zum 30. Juni 2014 mit Option auf ein weiteres Jahr.
Am 31. Januar 2014 unterschrieb er einen bis 2016 datierten Vertrag beim Ligarivalen FC Utrecht.
Am 16. Juni 2015 unterschrieb er einen bis 2017 datierten Vertrag beim deutschen Drittligisten F.C. Hansa Rostock. Im Laufe der Saison brachte er es auf 24 Ligaeinsätze und gewann auch den Landespokal Mecklenburg-Vorpommern 2015/16. Aufgrund einer Knieoperation im Juni 2016. kam Dorda in der Saison 2016/17 zunächst nicht zum Einsatz. Nach zwei Jahren und 45 Pflichtspielen mit zwei Toren für Hansa endete die Zusammenarbeit in Rostock zum Ende der Saison 2016/17. Er wechselte zum KFC Uerdingen 05 in die Regionalliga West. Mit dem KFC wurde er 2018 Meister und stieg in die 3. Liga auf.
Dorda spielt in der Abwehr auf der Position des Linksverteidigers.

## Erfolge
- Landespokalsieger Mecklenburg-Vorpommern 2015/16, 2016/17 (mit dem F.C. Hansa Rostock)
- Aufstieg in die 3. Liga 2018 (mit dem KFC Uerdingen)